# Ярослав Романович
Ярослав Романович (умер в 1299) — князь пронский в 1270—1294 годах, князь рязанский с 1294 года, второй (по другой версии — старший) сын рязанского князя Романа Ольговича. После смерти отца получил Пронское княжество. Хотя в летописях Ярослав никогда не называется рязанским князем, по мнению ряда исследователей, после смерти в 1294 году брата Фёдора, возможно, именно он унаследовал рязанский престол. Биографических сведений о Ярославе не сохранилось, летописи упоминают только о его смерти в 1299 году.

## Биография
Информации о рязанских князьях в этот период, как и о многих других русских князьях немного. Летописи часто сообщают только об их смерти. В 1270 году в Орде был убит рязанский князь Роман Ольгович. От брака с Анастасией, происхождение которой неизвестно, он оставил трёх сыновей: Фёдора, Ярослава и Константина. Фёдор получил Рязань, а его брат Ярослав — Пронское княжество, которое с 1237 года находилось под управлением рязанских князей. В родословных «Временника» №15 и Летописной, а также «Бархатной книге», Ярослав показан не сыном Романа, а его внуком — сыном Константина. Эту же версию принимает Н. М. Карамзин, однако, по мнению А. В. Экземплярского, подобная родословная противоречит летописям.
Старшим из сыновей Романа Ольговича традиционно считается Фёдор — по той причине, что согласно летописям именно он правил в Рязанском княжестве после смерти отца. Однако А. В. Экземплярский указывает, что в приписке к Рязанской Кормчей книге, сделанной в 1284 году (то есть при жизни князя), а также в двух списках грамот (XV века и 1840 года) Фёдор поставлен на второе место после Ярослава. Поэтому именно Ярослав мог быть старшим из братьев, однако в таком случае неясно, почему он унаследовал Пронск, а Фёдор — Рязань. Историк указывает, что неясность сохранившихся источников не позволяет однозначно решить вопрос о старшинстве рязанских князей. Существует также неопределённость в титуловании рязанских князей в летописях. В Лаврентьевской и Воскресенской Фёдор и Ярослав названы просто князьями рязанским и пронским соответственно, однако Никоновская летопись называет их великими князьями.
Летописи сообщают, что в 1294 году умер князь Фёдор Романович. Кто стал рязанским князем после него, не сообщается. Д. И. Иловайский и А. В. Экземплярский полагают, что вероятнее всего Фёдора на рязанском престоле сменил Ярослав — как следующий по старшинству брат, однако он ни в каких документов рязанским князем не называется. Л. В. Войтович полагает, что Пронское княжество в этот период перешло к его младшему брату — Константину. Н. М. Карамзин же полагает, что Рязанское княжество унаследовал Константин, а Ярослав мог править после него.
Никаких биографических сведений о Ярославе не сохранилось. Летописи только сообщают о его смерти в 1299 году. Следующим рязанским князем стал Константин.

## Брак и дети
Имя жены Ярослава в летописях не упоминается. Д. И. Иловайский в родословной таблице, приложенной к «Истории Рязанского княжества», называет её Феодорой, однако не говорит ни о её происхождении, ни о том, откуда он взял её имя.
В летописях упоминается только один сын Ярослава — Иван, однако в Лаврентьевской летописи в 1300 году упоминаются «рязанские князья Ярославичи», что, по мнению А. В. Экземплярского, указывает у него на наличие ещё и других сыновей. По мнению Д. И. Иловайского, у Ярослава было двое сыновей:
- Иван (умер в 1326) — князь пронский в 1299—1308 года, князь рязанский с 1308 года[4].
- Михаил[4]. Д. И. Иловайский полагает, что он умер в 1303 году[12], а Л. Войтович считает, что он мог быть пронским князем, когда его брат Иван стал рязанским князем[4].

А. И. Цепков на основании анализа рязанских грамот предположил, что у Ярослава был ещё один сын, Александр, который мог быть отцом рязанского князя Ивана Александровича и дедом великого князя рязанского Олега Ивановича.